# Pottsia
Pottsia é um género botânico pertencente à família Apocynaceae.